# オレと彼女
オレと彼女（おれとかのじょ）はTBS系列のナショナル劇場（後にパナソニック ドラマシアター→現在の月曜ミステリーシアター）として1968年8月12日から10月21日まで放送されたテレビドラマである。

## 概要
- この作品から、ナショナル劇場の全作品がカラー放送となる。[注釈 1]

## キャスト
- 黒沢年男
- 栗原小巻
- 柏木由紀子
- 三遊亭円生
- 中村竹弥
- 重山規子
- 小山ルミ
- 笠智衆
- 柳生博
- 木田三千雄

## 音楽

### 主題歌
- ピンキーとキラーズ「オレと彼女」

### 挿入歌
- 黒沢年男「海の物語」